# 悪役令嬢
悪役令嬢（あくやくれいじょう）とは、小説、漫画、アニメ、コンピュータゲームなどのフィクションに登場するキャラクター類型のひとつで、作品中で悪役として扱われる令嬢のこと。
また、日本のオンライン小説を中心に悪役令嬢を題材とした作品ジャンルを悪役令嬢もの（あくやくれいじょうもの）というが、これについても本記事で扱う。

## 概要
「悪役令嬢」とは、フィクション作品世界の中でヒロインの敵対者として登場し、家柄や身分、容姿、資産などで有利な位置に立って、ヒロインの恋路に立ちはだかる役柄であり、権力や取り巻きを使ってヒロインを攻撃するが、ヒロインやゲームでの攻略対象（王子や公爵家子息、騎士団長嫡男など）に反撃され、最終的には敗北し破滅（バッドエンド）してしまうこともある存在である。しかしその「お約束」通りのキャラは実際にはほぼ存在せず、「遅刻する食パン少女」と同様の「オリジナルなきパロディ」の一種である。
悪役令嬢を題材とした作品ジャンルは「悪役令嬢もの」と呼ばれ、何らかのきっかけで前世の記憶を思い出した主人公が、自分が転生前に遊んでいた乙女ゲームの中の「悪役令嬢」になっていることに気づき、死や没落といったゲーム内での破滅の運命を回避すべく行動していくうちに、人間関係や話の展開がゲームとは異なるものに変化していく、というのが基本的な流れである。乙女ゲームの代わりに小説や漫画などになっている作品もある。
破滅の内容は様々で、死刑、国外追放、婚約破棄、没落などがあり、主人公は、破滅を避けるために前世の知識や知恵を駆使して奮闘するが、危機を切り抜けた途端、また別の危機に直面したり、思わぬ別の破滅フラグを立ててしまったり、悪戦苦闘する。破滅への向き合い方も様々であり、運命を不可避として受け止め、生活力を養って破滅後に備える主人公もいれば、敢えて悪役として過激に行動することで、破滅以外の可能性に挑む主人公もいる。王子や公爵家子息など、美形の攻略対象との恋愛要素が多い作品や、ピンチに慌てふためくコメディ的な作品まで、幅が広く、様々なバリエーションが存在している。
「悪役令嬢」という言葉を最初にタイトルに用いた商業作品は、2009年刊行の菅原りであ作『悪役令嬢ヴィクトリア』とみられるが、上記パターンのような作品ではない。作品ジャンルとしては、2010年代前半頃に小説投稿サイト『小説家になろう』において成立した。なろう系の一種であり、もともと同サイト内で多かった「異世界転生」ジャンルに、女性向け恋愛ゲームの世界観を背景とした「乙女ゲーム」ジャンルが合流してブームとなり、一大ジャンルに成長した。同サイトでは2012年2月に開始した『悪役令嬢後宮物語』があり、転移転生ではないが後続の悪役令嬢作品に影響を与えたとみられる。それ以前の女性向け作品では乙女ゲーム世界の脇役に転生することが多かったがストーリーを動かし辛いためか、それより主人公の行動力が大きく上昇した。
2013年7月に『小説家になろう』で連載が始まった長編作品『謙虚、堅実をモットーに生きております!』（ひよこのケーキ）は、『小説家になろう』において女性向け作品が不利だと思われていた中で累計ランキングで2位に付けていた人気作品である。この作品は、少女漫画の「意地悪な悪役令嬢」に転生していることに気が付いた主人公が、没落を回避して「平穏無事な人生」を目指すという内容であるが、2017年以降は更新が途絶え、なおかつ、書籍化もされていないにもかかわらず、2020年に至っても長期に渡り人気を維持しており、「悪役令嬢もの」の記念碑的作品と評されることもある。2020年には、『乙女ゲームの破滅フラグしかない悪役令嬢に転生してしまった…』（山口悟）がアニメ化され、注目を浴びた。

## 特徴

### 人物像
- 王族、政治家のような権力を持つ者、貴族、金持ちの娘のように他者を従わせる力があり、誰もいじめを制止出来ない[9]。
- 王族、貴族の親族など身分、階級、ヒーローの婚約者、何らかの実力を持つ者、取り巻きがいる、学園舞台だと生徒会役員[9]。
- ヒーローに恋心を抱いているか、ヒロインが嫌い[9]。

敵役なことから本来のヒロインとは能力や設定は真反対で身分や財力は高いため攻略対象の王子の婚約者、嫁候補有力であることが多く、美しいが冷たい印象、可愛げはないかむしろマイナス、完璧主義で他人に厳しい点が挙げられる。
向江駿佑は条件を厳密に決めることは難しいが
- 「（1）登場時からクリアまでの大半の期間で主人公と異なる陣営に属している」
- 「（2）本人が主人公に対し持続的に非友好的である」
- 「（3）（プレイアブルな方法かどうかを問わず）実際に主人公の目的を直接的・間接的に妨害してくる」

以上の3条件を挙げている。そして各条件に対して1つ目には主人公サイドと考えや利害が違うグループ、グループは同じでもその中で別の一派か、社会的なヒエラルキーや序列など。2つ目には主人公と敵対してるかどうかよりも立場のとり方が大切で、持続的とは登場する大方の場面。3つ目には主人公に正面から対立したり、ヒーローに主人公の不都合な情報を流したり、ヒーローを独り占めにして主人公と2人の時間を作らせないような間接的に妨害してくる、と付け足している。

### ストーリー展開
物語のテーマはヒロインが誰かと結ばれると悪役令嬢は身分を失ったり国外追放、死刑などゲームシナリオ通りの破滅にどう抗うかで、ヒロインよりも素敵な男性と結ばれて立場も優位に立つパターンや、ゲームシナリオとして存在する恋愛、破滅のフラグをどうやって折っていくかのヒロインの恋愛を支えるパターンに主に分けられ、両方とも転生前のゲーム攻略知識で破滅を回避する。悪役令嬢側からの視点になると、それほど悪役に見えず、本来のヒロインの方が悪役に感じることがあり、ヒロインは猫を被っており他者を陥れることや、海外ドラマの「後宮」もののような女性同士のギスギスしたマウンティング合戦や貴族の権力闘争を描く作品も存在する。

## オンライン小説以外の悪役令嬢

### 乙女ゲーム
悪役令嬢のようなポジションのキャラクターが実際の乙女ゲームでよく登場していたわけではなく、なろう系で独自に発展したスタイルである。本来の乙女ゲームで主人公に卑怯な真似をするのは端役であり、悪役といえたり破滅の最後を迎えるようなことはほとんどなく、敵役は最終的に和解して友達になり、本当は善人で良い子なヒロインより魅力的なこともある。乙女ゲームを知らない人にも悪役令嬢をわかりやすくするために実際には登場しないような悪役らしい存在を出している可能性があり、同ゲームで一番の常識人はヒロインでも男キャラでもなく悪役令嬢のようなキャラだとの指摘がある。
向江駿佑は2010年から2024年までに発売の乙女ゲーム476作品の中から調べた結果、ライバル女性キャラが登場するのは30作品ほどで、そのうち悪役令嬢といえるとされたのは半分強であった。
向江は乙女ゲームで最初の悪役令嬢的なキャラとして見つけられるものとして『if2 〜イフ2〜』（Active、1993年）の1エピソード「決戦は学校で」の五十川彩架を挙げ、先述の向江による悪役令嬢の条件全てを満たしている。同作は男性向けだということになっているが、別の収録エピソードで「やっぱり薔薇が好き」のタイトルでボーイズラブ的なものもあり、いくらか女性プレイヤーを想定していたと思われる。
numanは『AMNESIA』のリカ（イッキルート）、凶悪ではなく当て馬感が強いとしながらも『ワンド オブ フォーチュン』のシンシア・ウィットフォードを挙げている。
最初の乙女ゲーム『アンジェリーク』のロザリア・デ・カルタヘナや『アルバレアの乙女』のファナのようにライバルキャラはいるが、いじめをすることなく正々堂々とヒロインと戦うキャラである。ロザリアに関しては悪役令嬢の一例だと誤解されているキャラであり、それは『アンジェリーク』の影響力の大きさからであろう。ただ『ふしぎの国のアンジェリーク』では第1作よりもずっと悪役感があり、本編と違って補佐官エンドが存在せず、選択肢によってロザリアのメイドから主人公が悪く扱われてしまう。
『ワンド オブ フォーチュン』のシンシア、『ときめきメモリアル Girl's Side』の須藤瑞希のようにヒーローを巡って参戦するキャラもいるが登場時間が短く存在感が薄く、それは乙女ゲームには複数の攻略対象がいてルートも複数であり、彼女らは攻略対象のうち1人のライバル役でしかないためである。向江は彼による先の悪役令嬢の条件からして瑞希のような遊びに行くことができるのはライバルでも悪役感があまりないとしている。
『耽美夢想マイネリーベ』は成金お嬢様、ぶりっ子腹黒公爵令嬢、男勝りでクールなお嬢様という明確な悪役令嬢のライバルたちとヒロインが戦う。システムとしてメーカーが同じコナミの『ときめきメモリアル』にもある爆弾が令嬢たちに存在、作中では悪い噂を流されたり、交流しなくなるといずれ爆弾が爆発、ライバルがヒーローに媚薬を盛ってかっさらうこともある。ヒロインも手紙に小細工をしたり、誘いに乗らなかったライバルを「使えないヤツ」と貶したりしている。悪役令嬢が登場する乙女ゲームとしてよく挙げられる同作だが一方でその令嬢のヴィルヘルミーネ、マリーン、オーガスタの好感度を上げていける。続編『マイネリーベII〜誇りと正義と愛〜』ではその令嬢たちの父親が悪事に走っており、それを密告するとその一家を没落させることが可能で、友好的な関係から没落までを見届けられる作品は珍しい。
『ファンタスティックフォーチュン』のミリエールのようにヒーローを憎んでいる悪役令嬢もいる。『élan』は主人公が悪役令嬢的キャラ（リコ）をオトせる最初期の作品である。18禁乙女ゲーム（アダルトゲーム）では『蝶の毒 華の鎖』の主人公、野宮百合子が天海鏡子にオトされる乙女ゲームでは珍しい百合エンドが存在するが、バッドエンドである。
向江の調べでは1990年代と2000年代それぞれ全体の1割ほど存在していたキャラだったが、2010年代後半になると小説メインに悪役令嬢人気が高まっていた時期ながら、移り変わっていった2015年発売作品を除くと該当するのは『天涯ニ舞ウ、粋ナ花』程度であった。そして2020年代前半時点で商業の新作乙女ゲームで悪役令嬢キャラは大きく減少している。向江は毀誉褒貶な乙女ゲームの悪役令嬢のイメージに反発するようにあえて登場させなくなっているとみている。一方で同人ゲームでは悪役令嬢ものに影響を受けた作品が2010年代後半以降、わかりやすくみられるようになった。

### 乙女ゲーム以外
乙女ゲーム以外では、以前から『シンデレラ』の主人公の姉、『キャンディ・キャンディ』のイライザ、『小公女』のラビニアなど、少女を主人公にした作品にはヒロインをいじめる女性キャラクターが登場するが、シンデレラの姉は失明するパターンがあるものの、イライザやラビニアは大きな罰を受けない。
漫画では『ガラスの城』（わたなべまさこ）はヒーローは不在だが妹である主人公のマリサが実は伯爵令嬢であると知った姉のイサドラがそれに成り代わり、マリサを召使としていじめ、主人公を憎んでいる。『伯爵令嬢』（細川智栄子あんど芙〜みん）では記憶喪失になったコリンヌに成り代わり、スリだったアンナが令嬢となり、アンナはコリンヌの命を狙う。『花より男子』（神尾葉子）はお金持ち学校に通う庶民のヒロインがリリーズたちにいじめられていたが、次第に周りに認められていくというのが悪役令嬢ものの原点の1つともいえ、『謙虚、堅実をモットーに生きております!』の劇中作の漫画『君は僕のドルチェ』の高道若葉と鏑木雅哉の関係性が『花より男子』の牧野つくしと道明寺司をイメージした可能性がある。ただ、同作には強力なライバルポジションはいない。『メイちゃんの執事』（宮城理子）はヒロインのメイのライバル、詩織が悪役令嬢といえ、同作のようにお嬢様学校、庶民ヒロイン、執事が存在する『執事様のお気に入り』（津山冬、伊沢玲）がある。
テレビドラマ『家なき子2』の木崎絵里花は財閥令嬢でぶりっ子、ヒーローのことが好きでヒロインを嫌っていたが最終的にヒロインの友達に下剋上されフェードアウトした。
悪役女性を主人公に据えた作品としては1991年から1995年まで刊行された『お嬢さまシリーズ』（森奈津子）がある。
史実ではマリー・アントワネットは「パンがなければお菓子を食べればいいじゃない」と言ったとされている台詞はまさに悪女のようで、最期はギロチン刑に処されるのも悪役令嬢ものへの影響が考えられる。悪役令嬢は多数の人によって集合知的に作り上げられた架空のオリジナルともいえ、なろう系のテンプレート設定の多くはルーツがはっきりとせず、なんとなく自然発生的に形成されてよくあるパターンになったが明確なさきがけはとなる作者はおらず、お約束だけが存在するのである。

## 論考
いわゆる「悪役令嬢もの」について、ライターの青柳美帆子は、「主人公はさまざまなキャラクターから好意を向けられるが、基本的にはメインヒーローは固定であることが多い。少し変わり者の（しかし特別な）少女が、定められた運命を乗り越えるために、知恵や愛や勇気をもって行動していき、それが結果としてヒーローの心をつかむのだ」と述べ、コバルト文庫が2000年代後半に取り組んだ「ただひとりのヒーロー」に愛される「姫嫁」「溺愛」と、角川ビーンズ文庫やビーズログ文庫による「ファンタジー」と「恋愛（ラブコメディ）」との融合との関連を指摘し、少女小説の系譜を受け継ぐものとして位置付けている。ただ「小説家になろう」発作品を少女小説として捉えると作品の受け入れの幅が狭まるのではないかとの批判も考えられ、BookLiveの男性向けライトノベルランキングでは主人公が少女で女性読者も多く、以前なら少女小説レーベルで出版されていたかもしれない『本好きの下剋上』『薬屋のひとりごと』がトップ10入り、書籍市場の縮小で対象者が広くなって性別による区別が実質を伴わなくなっているが、それでも少女たちの欲望に全力で応えるエンターテインメントとして少女小説らしさを感じるとする。
『悪役令嬢、セシリア・シルビィは死にたくないので男装することにした。』（秋桜ヒロロ）の担当編集者はバッドエンドを回避する物語だという目的が明確で読んでいて安心感があり、努力もなく逆ハーレムを形成するのではなく、一所懸命努力して道を切り開く展開が現代の女性読者に共感されやすいとみている。
荻原魚雷はこの手の異世界ものにおいて男は最強、女は苦境な設定が好まれ、悪役令嬢ものに共通するのは自立願望でヒロインが同性に気を使うのも現代を反映しているとみている。
悪役令嬢に負けずにヒロインが男性と結ばれるハッピーエンドはよくあるが、悪役令嬢作品は負ける立場であったキャラを主人公として運命に守られた強大な存在である本来のヒロインに立ち向かうお約束へのカウンターともいえる。ただ、ちゆは従来のヒロインは貧困の中で労働にも励む健気な存在だが、悪役令嬢作品の主人公は身分が高くてもメイドや平民にも優しい違いはあるが、立場は異なってもお約束の域を出ていないことが多く、悪役令嬢作品の裏表あるヒロインのせいで冤罪により誤解されつつも本当のことを分かってくれている男性キャラの存在というよくある展開は『キャンディ・キャンディ』とあまり変わらず、濡れ衣によりピンチになるキャラは別でも主人公補正が移ったたけでベースは同じであると指摘、表面は新しくみえてもその実は古典的であるとしている。
吉田尚記は2020年に投稿サイトの検索単語上位3つが悪役令嬢、ざまあ、婚約破棄であることに触れてから「令嬢、つまりリア充で地位を成し遂げた者は邪悪な者である」という認識が読者にはあり、ライトノベル界では令嬢が婚約破棄されるのをみて溜飲を下げることが恒常的になっているとする。従来の異世界転生ものは読者自身がギリギリ投影されており、2000年頃は普通の男子高校生が転生していたのが2020年頃には会社員やニートが転生するものに変化していき、転生ものは筆者にすら読者層がよくわからないサイレントマジョリティが読むようなジャンルになったという。「自らはもういい、先がないのは見えているからせめてうまくいっている人たちが悲惨な目に遭うのを見たい」という欲望に駆られる人々が転生ものの次に手を出したのが、自分を投影していない悪役令嬢ものであるとする。宇野常寛はワイドショーや週刊誌、SNSで行われている、自分より甘い汁を吸っているような人にスキャンダルが起こったときに石を投げて溜飲しているのと同じだと言い、吉田も同意した。

## 悪女もの
韓国のオンライン小説では2012、3年頃からロマンスファンタジーのジャンルで悪女を主人公としたアマチュア作家による作品が増えている。2014年に始まった『捨てられた皇妃』をきっかけとして悪女ものの人気が上昇した。
主人公は小説の世界の悪女に転生したり、悪女が過去に戻って人生をやり直すことが多い。日本の悪役令嬢もののように乙女ゲームが舞台ではないのは、韓国のカカオページではウェブトゥーンより小説の方が人気が高く読者も小説のほうを思い浮かべることが多く、小説の中に転生した方が読者受けがいいと筆者も考えているとみられることや、韓国では乙女ゲームは日本ほど人気ではなく共通認識の点で小説より弱いからとされる。
悪役令嬢ものでは学園を舞台とすることが多いが悪女ものには学園物はほとんどなく、コメディ要素もあるが基本的にストーリーはシリアスである。悪女ものの漫画を配信しているピッコマのSMARTOONは縦読みの漫画であるため横幅が狭く、主人公1人のモノローグなどをよく用い、自身が策を考えて道を切り開くような頭で考えるヒロインが多い。

## 悪役令嬢を題材とした作品
悪役姫も含む。☆はアニメ化作品、○はアニメ化予定作品。

### 小説家になろう発

#### B's-LOG COMICでコミカライズされている作品
| タイトル                                                                | 作者         | 商業化レーベル   | イラスト/キャラクター原案 | コミカライズ作画 | コミカライズ連載誌       | コミカライズレーベル |
| ----------------------------------------------------------------------- | ------------ | ---------------- | ------------------------- | ---------------- | ------------------------ | -------------------- |
| アルバート家の令嬢は没落をご所望です                                    | さき         | 角川ビーンズ文庫 | 双葉はづき                | 彩月つかさ       | B's-LOG COMIC            | B's-LOG COMICS       |
| 悪役令嬢は隣国の王太子に溺愛される○                                     | ぷにちゃん   | ビーズログ文庫   | 成瀬あけの                | ほしな           | B's-LOG COMIC/FLOS COMIC | B's-LOG COMICS       |
| 悪役令嬢は推しが尊すぎて今日も幸せ                                      | ぷにちゃん   | ビーズログ文庫   | すがはら竜                | 真丸イノ         | B's-LOG COMIC            | B's-LOG COMICS       |
| 悪役令嬢ルートがないなんて、誰が言ったの?                               | ぷにちゃん   | ビーズログ文庫   | Laruha                    | あさここの       | B's-LOG COMIC            | B's-LOG COMICS       |
| 歴史に残る悪女になるぞ 悪役令嬢になるほど王子の溺愛は加速するようです!☆ | 大木戸いずみ | ビーズログ文庫   | 早瀬ジュン                | 保志あかり       | B's-LOG COMIC            | B's-LOG COMICS       |
| 悪役令嬢になんかなりません。私は『普通』の公爵令嬢です!                 | 明。         | カドカワBOOKS    | 秋咲りお                  | ユハズ           | B's-LOG COMIC            | B's-LOG COMICS       |
| ツンデレ悪役令嬢リーゼロッテと実況の遠藤くんと解説の小林さん☆           | 恵ノ島すず   | カドカワBOOKS    | えいひ                    | 逆木ルミヲ       | B's-LOG COMIC            | B's-LOG COMICS       |
| 悪役令嬢レベル99 〜私は裏ボスですが魔王ではありません〜☆                | 七夕さとり   | カドカワBOOKS    | Tea                       | のこみ           | B's-LOG COMIC            | B's-LOG COMICS       |
| お前みたいなヒロインがいてたまるか!                                     | 白猫         | アリアンローズ   | gamu                      | 青葉             | B's-LOG COMIC/FLOS COMIC | FLOS COMIC           |

#### その他（小説家になろう発）
FLOS COMICでコミカライズされている作品
- 『ドロップ!!〜香りの令嬢物語〜』（紫水ゆきこ）
- 『悪役令嬢は、庶民に嫁ぎたい!!』（杏亭リコ）
- 『乙女ゲームの世界で私が悪役令嬢!?そんなのお断りです!』（蒼月）
- 『悪役令嬢の怠惰な溜め息』（篠原皐月）電撃の新文芸
- 『悪役令嬢に転生失敗して勝ちヒロインになってしまいました 〜悪役令嬢の兄との家族エンドを諦めて恋人エンドを目指します〜』（柚原テイル）
- 『転生悪役令嬢ですが、教師になって落ちこぼれ生徒たちに魔法でお仕置きしちゃいます!』（涙鳴）
- 『回復職の悪役令嬢』（ぷにちゃん）
- 『弱気MAX令嬢なのに、辣腕婚約者様の賭けに乗ってしまった』（小田ヒロ）
- 『転生してヤンデレ攻略対象キャラと主従関係になった結果』（喜多結弦） 他

コミックZERO-SUM/ゼロサムオンラインでコミカライズされている作品
- 『乙女ゲームの破滅フラグしかない悪役令嬢に転生してしまった…』 （山口悟）☆
- 『悲劇の元凶となる最強外道ラスボス女王は民の為に尽くします。』 （天壱）☆
- 『悪役令嬢、セシリア・シルビィは死にたくないので男装することにした。』（秋桜ヒロロ） 他

ヤングエースUPでコミカライズされている作品
- 『公爵令嬢の嗜み』 （澪亜）
- 『悪役令嬢? いいえ、極悪令嬢ですわ』（浅名ゆうな）
- 『麗子の風儀 悪役令嬢と呼ばれていますが､ただの貧乏娘です』（ベキオ） 他

裏サンデー女子部/マンガワンでコミカライズされている作品
- 『ヒロイン不在の悪役令嬢は婚約破棄してワンコ系従者と逃亡する』（柊一葉）
- 『悪役令嬢、94回目の転生はヒロインらしい。〜キャラギルドの派遣スタッフは転生がお仕事です!〜』（柊一葉）
- 『悪役令嬢は夜告鳥をめざす』（さと）

マンガParkでコミカライズされている作品
- 『追放悪役令嬢の旦那様』（古森きり）
- 『悪役令嬢ですが死亡フラグ回避のために聖女になって権力を行使しようと思います』（てんてんどんどん） 他

Palcyでコミカライズされている作品
- 『ヴィクトリア・ウィナー・オーストウェン王妃は世界で一番偉そうである』（海月崎まつり）
- 『今日もわたしは元気ですぅ!!(キレ気味)〜転生悪役令嬢に逆ざまぁされた転生ヒロインは、祝福しか能がなかったので宝石祝福師に転身しました〜』（古森きり）
- 『強制的に悪役令嬢にされていたのでまずはおかゆを食べようと思います。』（雨傘ヒョウゴ）

Berry's Fantasyでコミカライズされている作品
- 『悪役令嬢って何をすればいいんだっけ?』（soy）

PASH UP!でコミカライズされている作品
- 『悪役令嬢、時々本気、のち聖女。』（もり）
- 『悪役令嬢のお気に入り 王子……邪魔っ』（緋色の雨）

ガンガンONLINEでコミカライズされている作品
- 『私のお母様は追放された元悪役令嬢でした 平民ブスメガネの下剋上』（ベキオ）
- 『悪役令嬢の執事様 破滅フラグは俺が潰させていただきます』（緋色の雨）
- 『乙女ゲーム六周目、オートモードが切れました。』（空谷玲奈）
- 『悪役令嬢は今日も華麗に暗躍する 追放後も推しのために悪党として支援します!』（道草家守）
- 『エリスの聖杯』（常磐くじら）○

comicブーストでコミカライズされている作品
- 『悪役令嬢、庶民に堕ちる』（緋月紫砲）
- 『詰んでる元悪役令嬢はドS王子様から逃げ出したい』（うすいかつら） 他

がうがうモンスターでコミカライズされている作品
- 『悪役令嬢に選ばれたなら、優雅に演じてみせましょう!』（柚子れもん）
- 『追放悪役令嬢、只今監視中!』（扇つくも）
- 『悪役令嬢は旦那様と離縁がしたい!〜好き勝手やっていたのに何故か『王太子妃の鑑』なんて呼ばれているのですが〜』（華宮ルキ）
- 『悪夢から目覚めた傲慢令嬢はやり直しを模索中』（もり）
- 『パーティーメンバーに婚約者の愚痴を言っていたら実は本人だった件』（ぷにちゃん）
- 『騎士団長の息子に転生した俺は、目の前で婚約破棄されている悪役令嬢を助けて溺愛することにしました』（yui／サウスのサウス）※コミカライズ版のタイトルは『騎士団長の息子は悪役令嬢を溺愛する』
- 『断罪されている悪役令嬢と入れ替わって婚約者たちをぶっ飛ばしたら、溺愛が待っていました』（BlueBlue）※旧題「転生した令嬢は、断罪されている公爵令嬢の後を継ぐ」

MAGCOMIでコミカライズされている作品
- 『転生した悪役令嬢は復讐を望まない』（あかこ）
- 『ベタ惚れの婚約者が悪役令嬢にされそうなので。』（杓子ねこ）

コミックガルドでコミカライズされている作品
- 『ループ7回目の悪役令嬢は、元敵国で自由気ままな花嫁生活を満喫する』（雨川透子）☆
- 『断罪された悪役令嬢は続編の悪役令嬢に生まれ変わる』（麻希くるみ）
- 『現代社会で乙女ゲームの悪役令嬢をするのはちょっと大変』（二日市とふろう）

アリアンローズでコミカライズされている作品
- 『悪役令嬢後宮物語』（涼風）
- 『ヤンデレ系乙女ゲーの世界に転生してしまったようです』（花木もみじ）
- 『悪役令嬢の取り巻きやめようと思います』（星窓ぽんきち）
- 『起きたら20年後なんですけど!〜悪役令嬢のその後のその後〜』（遠野九重）

月刊コンプエースでコミカライズされている作品
- 『悪役令嬢なのでラスボスを飼ってみました』（永瀬さらさ）☆
- 『婚約破棄から始まる悪役令嬢の監獄スローライフ』（山崎響）

マンガUP!でコミカライズされている作品
- 『悪役令嬢、五度目の人生を邪竜と生きる。 -破滅の邪竜は花嫁を甘やかしたい』（島田莉音）
- 『悪役令嬢としてヒロインと婚約者をくっつけようと思うのですが、うまくいきません…。』（枳莎）
- 『転生大聖女、実力を隠して錬金術学科に入学する 〜もふもふに愛された令嬢は、もふもふ以外の者にも溺愛される〜』（白石新）※コミカライズ版は「転生大聖女、実力を隠して錬金術学科に入学する 〜けもの使いの悪役令嬢、ゲームの知識でやらかし無双し溺愛される〜」
- 『うちのお嬢様が破滅エンドしかない悪役令嬢のようなので俺が救済したいと思います。』（古森きり）
- 『悪役令嬢は溺愛ルートに入りました!?』（十夜）
- 『捨て悪役令嬢は怪物にお伽噺を語る』（秋澤えで）
- 『青薔薇姫のやりなおし革命記』（枢呂紅）

comicコロナ/コロナEXでコミカライズされている作品
- 『悪役令嬢ですが攻略対象の様子が異常すぎる』（稲井田そう）
- 『やり直し悪役令嬢は、幼い弟(天使)を溺愛します』（軽井広）
- 『元悪役令嬢とＳ級冒険者のほのぼの街暮らし〜不遇なキャラに転生してたけど、理想の美女になれたからプラマイゼロだよね〜』（ひだまり）
- 『私と婚約破棄して可愛らしい妹を妻に迎えようとした王子の末路』（八緒あいら）※コミカライズ版のタイトルは『最愛のお姉様が悪役令嬢だったので、神が定めた運命（シナリオ）に抗います』
- 『断罪された悪役令嬢は、逆行して完璧な悪女を目指す』（楢山幕府）
- 『モブ同然の悪役令嬢は男装して攻略対象の座を狙う』（岡崎マサムネ）
- 『悪役の王女に転生したけど、隠しキャラが隠れてない。』（早瀬黒絵）

コミックライドでコミカライズされている作品
- 『私が聖女?いいえ、悪役令嬢です!〜なので、全員破滅は阻止させていただきます〜』（藍上イオタ）
- 『元悪役令嬢、巻き戻ったので王子様から逃走しようと思います!』（辺野夏子）

FKコミックスでコミカライズされている作品
- 『悪役は恋しちゃダメですか?』（葉月クロル）
- 『悪役令嬢になりたくないので､王子様と一緒に完璧令嬢を目指します!』（月神サキ）
- 『追放された悪役令嬢と転生男爵のスローで不思議な結婚生活』（ヒーター）

comic POOL（一迅社×pixiv）でコミカライズされている作品
- 『悪役令嬢の中の人』（まきぶろ）○ ※コミカライズ版のタイトルは『悪役令嬢の中の人〜断罪された転生者のため嘘つきヒロインに復讐いたします〜』
- 『ごめんあそばせ、殿方様!〜100人のイケメンとのフラグはすべて折らせていただきます〜』（マキムラK）

コミックブリーゼでコミカライズされている作品
- 『王子様なんて、こっちから願い下げですわ』（柏てん）※コミカライズ版のタイトルは『王子様なんて、こっちから願い下げですわ!〜追放された元悪役令嬢、魔法の力で見返します〜』
- 『婚約破棄の十分前に、前世を思い出しました』（皐月めい）

コミック アース・スターでコミカライズされている作品
- 『大相撲令嬢 〜聖女に平手打ちを食らった瞬間相撲部だった前世を思い出した悪役令嬢の私は捨て猫王子にちゃんこを振る舞いたい はぁどすこいどすこい〜』（川獺右端）
- 『町人Aは悪役令嬢をどうしても救いたい』（一色孝太郎）
- 『贅沢三昧したいのです!』（みわかず/沖史慈宴）※コミカライズ版のタイトルは『贅沢三昧したいのです！　～貧乏領地の魔法改革 悪役令嬢なんてなりません！～』

まんが4コマぱれっと / 一迅プラスでコミカライズされている作品
- 『軍人少女、皇立魔法学園に潜入することになりました。〜乙女ゲーム? そんなの聞いてませんけど?〜』（冬瀬）
- 『TS悪役令嬢神様転生善人追放配信RTA〜嫌われ追放エンドを目指してるのに最強無双ロードから降りられない〜』（佐遊樹）

BKコミックスf連載
- 『気づいたら、豪傑系悪役令嬢になっていた SE』（8D）※コミカライズ版のタイトルは『乙女ゲーの世界に転生したら、デレ属性の豪傑系悪役令嬢でした』
- 『追放された悪役令嬢と転生男爵のスローで不思議な結婚生活』（ヒーター）
- 『婚約破棄された悪役令嬢はチートタヌキと組んでショタ王子を盛り立てます!』（女騎士館）

その他でコミカライズされている作品
- 『乙女ゲー世界はモブに厳しい世界です』（三嶋与夢）☆ ※コミカライズ版はドラドラふらっと♭連載
- 『どうしても破滅したくない悪役令嬢が現代兵器を手にした結果がこれです』（第616特別情報大隊）※コミカライズ版は水曜日のシリウス連載
- 『108回殺された悪役令嬢 すべてを思い出したので、乙女はルビーでキセキします』（なまくら）※コミカライズ版は月刊コミック電撃大王連載、コミカライズ版のレーベルはFLOS COMIC
- 『残念系お嬢様の日常』（丸井とまと）※コミカライズ版は『残念系悪役令嬢は3年後に破滅するようです』というタイトルで魔法のiらんどCOMICS連載
- 『お酒のために乙女ゲー設定をぶち壊した結果、悪役令嬢がチート令嬢になりました』（ゆなか）※コミカライズ版はComicWalker連載
- 『前世悪役だった令嬢が、引き籠りの調教を任されました』（田井ノエル）※コミカライズ版はCOMICポラリス連載
- 『毒殺される悪役令嬢ですが、いつの間にか溺愛ルートに入っていたようで』（糸四季）※コミカライズ版はタテスクコミック連載
- 『100日後に死ぬ悪役令嬢は毎日がとても楽しい。』（ゆいレギナ） ※コミカライズ版はピッコマ先行配信
- 『悪役令嬢と悪役令息が、出逢って恋に落ちたなら 〜名無しの精霊と契約して追い出された令嬢は、今日も令息と競い合っているようです〜』（榛名丼）※コミカライズ版はピッコマ配信
- 『悪役令嬢に転生したはずが、主人公より溺愛されてるみたいです』（菜々）※コミカライズ版はラワーレコミックス
- 『悪役令嬢は、全力で推しに課金したい!〜軍資金は五千万ペンド〜』（秋桜ヒロロ）※コミカライズ版はヤングチャンピオン連載
- 『私の推しは悪役令嬢。』（いのり。）☆ ※コミカライズ版はコミック百合姫連載
- 『頭に花なんて咲いてません！悪役令嬢のツンがかわいすぎる件』（まどろみポメ） ※コミカライズ版はピッコマ連載

未コミカライズの作品
- 『結構ハードな乙女ゲーの世界』（ニネコ）
- 『謙虚、堅実をモットーに生きております!』（ひよこのケーキ）

### カクヨム発
コミカライズされている作品
- 『悪役令嬢は『萌え』を浴びるほど摂取したい!』（烏丸紫明）※コミカライズ版はヤングエースUP連載
- 『不思議の国のハートの女王』（長月遥）※コミカライズ版は月刊コミックジーン連載
- 『悪役令嬢はヒロインを虐めてる場合ではない』（四宮あか）※コミカライズ版はアルファポリス連載
- 『悪役令嬢らしく、攻略対象を服従させます 推しがダメになっていて解釈違いなんですけど!?』（時田とおる）※コミカライズ版はCOMICポラリス連載
- 『グランドール王国再生録 破滅の悪役王女ですが救国エンドをお望みです』（麻木琴加）※コミカライズ版はフロースコミック連載
- 『辺境モブ貴族のウチに嫁いできた悪役令嬢が、めちゃくちゃできる良い嫁なんだが？』（tera）※コミカライズ版はドラゴンコミックスエイジ連載。カクヨムでのタイトルは『婚約破棄された悪役令嬢が辺境モブ貴族の俺の家に嫁いできたのだが、めちゃくちゃできる良い嫁なんだが？』

未コミカライズの作品
- 『悪役令嬢になったウチのお嬢様がヤクザ令嬢だった件。』（翅田大介）電撃の新文芸

### アルファポリス発
「小説家になろう」より引き上げられた作品も含む。レジーナブックスも参照。
コミカライズされている作品
- 『自称悪役令嬢な婚約者の観察記録。』（しき）○
- 『悪役令嬢はヒロインを虐めている場合ではない』（四宮あか）
- 『本気の悪役令嬢!』（きゃる） ※コミカライズ版はがうがうモンスター連載 他
- 『最後にひとつだけお願いしてもよろしいでしょうか』（鳳ナナ）○

### Berry's Cafe発
Berry’s Fantasyでコミカライズされている作品
- 『追放された悪役令嬢ですが、モフモフ付き!? スローライフはじめました』（友野紅子）
- 『悪役令嬢の華麗なる王宮物語〜ヤられる前にヤるのが仁義です〜』（藍里まめ）
- 『悪役令嬢なので喜んで仕返しいたします』（藍里まめ）
- 『破滅エンドまっしぐらの悪役令嬢に転生したので、おいしいご飯を作って暮らします』（和泉あや）
- 『悪役令嬢は二度目の人生で返り咲く 〜破滅エンドを回避して、恋も帝位もいただきます〜』（雨宮れん）

未コミカライズの作品
- 『悪役令嬢はお断りします!〜二度目の人生なので、好きにさせてもらいます〜』（歌月碧威）※原題「悪役令嬢メイドカフェ」

### エブリスタ発
- 『未来の黒幕系悪役令嬢モリアーティーの異世界完全犯罪白書』（黒銘菓）○

### その他のノベル
- 『機動戦士ガンダム異聞 二十四歳職業OL、転生先でキシリアやってます』（築地俊彦）ガンダムエース連載[29]
- 『悪役令嬢がポンコツすぎて 王子と婚約破棄に至りません』（榎木ユウ）※コミカライズ版はデジタルマーガレット連載
- 『パワー・アントワネット』[30]（西山暁之亮）GA文庫 ※コミカライズ版はマンガUP!連載
- 『悪役令嬢に転生したけど、破局したはずのカタブツ王太子に溺愛されてます!?』（花菱ななみ） 蜜猫文庫 ※コミカライズ版は「バンブーコミックス 華猫」レーベル
- 『外科医エリーゼ』（yuin）☆カカオページ連載（韓国）※コミカライズ版はカカオページ連載（韓国）・ピッコマ連載（日本）

### 個人漫画発
pixiv発
- 『悪役令嬢が正ヒロインを口説き落とす話。』（ふじい葛西）商業版はKADOKAWAから出版
- 『悪役令嬢転生おじさん』（上山道郎）☆ 商業版は月刊ヤングキングアワーズGH連載
- 『乙女ゲームの悪役令嬢に転生したけどフォロワーが布教してた知識しかない』（やちうお）商業版はコミックブリーゼ連載、個人漫画版は「乙女ゲーの悪役令嬢に転生したけどTLで受動喫煙した知識しかない」

ニコニコ静画発
- 『モブ顔令嬢』（白黒）商業版はコミックブリーゼ連載

### アンソロジー発
悪役令嬢ですが、幸せになってみせますわ!発
- 『悪役令嬢は推しカプのために婚約破棄をご所望です』（かしい葵）ゼロサムオンライン連載

### オリジナル漫画
少女漫画誌発
- 『転生悪女の黒歴史』（冬夏アキハル）○ LaLa連載
- 『帝国の恋嫁』（可歌まと）LaLa連載
- 『どうあがいても悪役令嬢!〜改心したいのですが、ヤンデレ従者から逃げられません〜』（星野萌絵）異世界転生LaLa連載
- 『悪役令嬢ですが、元下僕の獣人にフラグ回収されています!?』（夜田あかり）月刊プリンセス連載
- 『悪役令嬢はモブ男子に推されてます。』（ミサト）プチプリンセス連載
- 『雇われ悪役令嬢は国外追放をご所望です!』（織江よいこ）プチプリンセス連載
- 『転生悪役令嬢は見せかけドS王子をお仕置きしたい』（清水まみ）Cheese!連載
- 『悪役令嬢は2度死ぬ』（川瀬あや）プチコミック連載
- 『恋して 悪役プリンセス!』（辻永ひつじ）ちゃお連載
- 『悪役令嬢になっちゃったので断罪回避のため王子様をプロデュースさせていただきます!』（喜瀬りっか）ちゃおプラス連載
- 『悪役令嬢に転生したら千葉だった件』（藤島じゅん）FLOSコミック連載
- 『オタク侍女とギャル令嬢、乙女ゲームの世界にシブヤを作ります!』（葛目迅）デジタルマーガレット連載
- 『悪役令嬢に転生したので、隠れハイスペ王子と破滅の運命を回避します!』（原作：柚子れもん、漫画：イヌ乃さえこ）コミックブリーゼ連載
- 『悪役令嬢のお兄様は攻略対象外です!!』（夢衣）マンガPark連載
- 『超弩級チート悪役令嬢の華麗なる復讐譚』（構成：割田コマ、原作：みなと、漫画：見延案山子）Palcy連載

ティーンズラブ誌発
- 『王子の本命は悪役令嬢』（Re:mimu）☆ ComicFesta連載
- 『悪役令嬢として死刑宣告されたら大悪魔に愛でられました』（もんぷち）wwwave comics 他

女性漫画/レディースコミック誌発
- 『悪役令嬢のバッドエンド〜傲慢女は破滅する〜』（榎本由美）大洋図書
- 『悪役令嬢めし 〜胃袋つかんで破滅フラグ回避〜』（ほの香）マンガよもんが連載

青年漫画誌発
- 『悪役令嬢に転生したはずがマリー・アントワネットでした』（小出よしと）コミックフラッパー連載
- 『ヤンキー悪役令嬢 転生天下唯我独尊』（岩馬竜二）コミックヴァルキリー連載
- 『JKからやり直すシルバープラン 悪役令嬢編』（林達永）コミックヴァルキリー連載
- 『ハードモードな悪役令嬢に転生しましたが生き延びて世界を救います!』（原作・彩戸ゆめ、漫画・川瀬夏菜）となりのヤングジャンプ連載
- 『限界OLさんは悪役令嬢さまに仕えたい』（ネコ太郎）どこでもヤングチャンピオン連載

4コマ誌発
- 『桔香ちゃんは悪役令嬢になりたい!』（相馬康平&日下氏） まんがタイムきららMAX連載
- 『私が悪役令嬢で弟がヒロインな今』（内村かなめ）まんがライフWIN連載、後述のアンソロジー「悪役令嬢の流儀、教えてご覧にいれますわ!」でも同名で掲載されていた

週刊誌発
- 『悪役令嬢バトルロワイヤル』（小川夏） 文春コミック連載

その他
- 『ギャルメイドと悪役令嬢 ～おじょーさまのハッピーエンドしか勝たん!～』（鍵穴）一迅プラス連載
- 『さいつよ☆悪役令嬢! ～最強柔道家が悪役令嬢になったけど、乙女ゲームよくわかりません～』（こげどんぼ）LINEマンガ連載
- 『悪役令嬢の四畳半』（岡野く仔）ツイ4連載

アンソロジー
- 『悪役令嬢ですが、幸せになってみせますわ!』一迅社
- 『悪役令嬢の流儀、教えてご覧にいれますわ!』宙出版
- 『悪役令嬢にハッピーエンドの祝福を!』マッグガーデン

### オリジナルアニメまたはアニメオリジナルエピソード
- 『おじゃる丸』 第27シリーズ「愛ちゃん悪役令嬢に転生する」 NHK Eテレ 2024年5月13日[34][35]
- 『マリー・アントワネットに転生したので全力でギロチンを回避します』 ABCテレビ・テレビ朝日系 2025年夏[36]

### ゲーム

#### テーブルトークRPG
- 『転生サバイバルRPG ルーインブレイカーズ』[37]（ファーイースト・アミューズメント・リサーチ）
- 『悪役令嬢レベル99TRPG』（KADOKAWA）[38]

#### カードゲーム
- 『悪役令嬢がいっぱい!? 〜わたくしだけでも破滅フラグをへし折ってさしあげますわ!〜』（鳴海製作所娯楽部）

#### モバイルゲーム
- 『乙女ゲームの破滅フラグしかない悪役令嬢に転生してしまった… カタリナ農園』（フーモア）2020年7月31日配信[39]

#### コンシューマーゲーム
- 『乙女ゲームの破滅フラグしかない悪役令嬢に転生してしまった… 〜波乱を呼ぶ海賊〜』（オトメイト）　2022年2月10日発売[40]
- 『悪役令嬢は隣国の王太子に溺愛される』（オペラハウス） 2024年3月21日発売[41]